# Werner Riemerschmid
Werner Riemerschmid (* 16. November 1895 in Maria Enzersdorf, Niederösterreich; † 16. April 1967 in Mödling, Österreich) war ein österreichischer Schriftsteller, Hörspielautor und Kritiker.

## Leben
Werner Riemerschmid leistete von 1915 bis 1917 Dienst im Ersten Weltkrieg. Anschließend studierte er Rechtswissenschaften an der Universität Wien, wo er 1921 promovierte. An der Staatsakademie für Musik und darstellende Kunst studierte er die Schauspielerei. Anton Wildgans, der ebenfalls Jurist war, holte ihn 1923 an das Burgtheater als Lektor und Dramaturg.
Im Jahr 1928 wechselte er als Dramaturg und Spielleiter zur Radio Verkehrs AG (RAVAG). Als Schriftsteller hatte er 1931 seinen größten Erfolg mit dem Buch vom lieben Augustin. Bei der RAVAG war er bald ein beliebter Reporter, weil er als einer der ersten regelmäßig das Studio verließ und vor Ort recherchierte, und dadurch – wie es hieß – zu den Leuten hinausging. Riemerschmid gilt als Vertreter des schwarzen Humors und Wegbereiter des Surrealismus in Österreich.
Zum 1. Mai 1933 trat er der NSDAP bei (Mitgliedsnummer 1.622.361). Nach dem Anschluss Österreichs 1938 an das Deutsche Reich arbeitete Riemerschmid beim Reichssender Wien und beteiligte sich mit einem Beitrag am Bekenntnisbuch österreichischer Dichter (herausgegeben vom Bund deutscher Schriftsteller Österreichs), das den Anschluss begeistert begrüßte. Ab 1955 war er Regisseur beim ORF. Riemerschmid starb 1967 in Mödling, wo er auch begraben wurde.

## Werke
- Gedichte:
  - Das verzauberte Jahr, 1936
  - Der Bote im Zwielicht, 1942
  - Euer Ruhm ist nicht fein, 1962
  - Steinbrüche, 1965
  - Brandwache, 1969
- Romane:
  - Das Buch vom lieben Augustin, 1930
  - Die Frösche von Sumpach, 1939
  - Schatten, 1947
- Dramen:
  - Die Heimfahrt Ottos III., 1928
  - Der Königsmacher, 1938
  - Zwischen Hades und Olymp, 1956
- Novelle: Trakl, 1947
- verschiedene Erzählungen, Hörspiele

## Auszeichnung
- Kulturpreis des Landes Niederösterreich